# Siwianka (województwo mazowieckie)
Siwianka – wieś sołecka w Polsce położona w województwie mazowieckim, w powiecie otwockim, w gminie Kołbiel.
| SIMC    | Nazwa        | Rodzaj    |
| ------- | ------------ | --------- |
| 0674939 | Tarachowizna | część wsi |

W latach 1975–1998 miejscowość położona była w województwie siedleckim.
Wieś położona jest w okolicy doliny rzeki Świder, ok. 50 km na południowy wschód od Warszawy, 2 km od szosy Warszawa – Lublin, na skraju trzech gmin: Kołbiel, Wiązowna i Celestynów. Liczy około 160 mieszkańców, coraz mniej znajduje zatrudnienie w rolnictwie. Wieś ma charakter typowej "ulicówki" – domy stoją po obydwu stronach asfaltowej drogi wybudowanej w 2007 roku. Poświęcenia drogi w październiku tegoż roku dokonał nieżyjący już ks. Stanisław Serowik. 
Niedaleko wsi znajduje się rezerwat przyrody Świder, gdzie żyją m.in. bobry, borsuki i wiele gatunków ptaków, a także Mazowiecki Park Krajobrazowy – las zasobny w różnego gatunku grzyby. Przeważającym drzewostanem są sosny, miejscami brzozy. Najczęściej spotykanymi uprawami na okolicznych polach są zboża: żyto, owies, pszenżyto i pszenica. Nieopodal wsi znajduje się wodospad, który jest pozostałością po dawnym młynie.
Na skraju wsi znajduje się kapliczka upamiętniająca cudowne ocalenie od śmierci jednego z młodych mieszkańców. W 1901 wystawili ją rodzice chłopca. W centralnej części wsi znajduje się murowana kaplica postawiona z inicjatywy wiejskiej w 1995 roku. Jej konsekracji dokonał ówczesny biskup warszawsko-praski.
Historia wsi sięga około roku 1300 – z tego roku pochodzą pierwsze zapiski o miejscowości Siwianka, która liczyła 12 rodzin i około 60 mieszkańców. Dawna nazwa wsi to Siwa Wola. We wsi znajdował się także szlachecki dworek, zniszczony po wojnie. 19 VIII 1944 roku na przedpolach miejscowości Siwianka nastąpiło rozbrojenie 30. Poleskiej Dywizji Piechoty AK (przez władze sowieckie). 
Wierni Kościoła rzymskokatolickiego należą do parafii św. Wawrzyńca w Gliniance.
We wsi jest kaplica MB Częstochowskiej.